# Ernst von Schaumburg
Ernst Friedrich Johann Schaumburg, ab 1842 von Schaumburg (* 1. August 1807 in Wickrath; † 10. Oktober 1882 in Düsseldorf), war ein preußischer Offizier und Historiker.

## Leben
Seine Mutter war eine geborene von Lohausen aus dem Adelsgeschlecht Kalkum-Lohausen.
Schaumburg trat 1825 ins 4. Dragonerregiment der königlich-preußischen Armee ein. 1827 hat er sein Patent zum Sekondeleutnant erhalten und war Deutz stationiert. Er war, außer in den Zeiten, in denen er an den Fronten diente, Lehrer an der dortigen Divisionsschule. Später war er in der Adjutantur und im Generalstab tätig. In dieser Zeit erfolgte seine Nobilitierung. 1857 trat er als Kommandeur des 8. Ulanenregiments im Rang eines Obersts in den Ruhestand. Während seiner Laufbahn hat er den Roten Adlerorden III. Klasse und das Eiserne Kreuz II. Klasse erhalten.
Schaumburg hatte bereits zuvor mit seiner schriftstellerischen Tätigkeit begonnen, weitete diese jedoch im Ruhestand nochmals aus. Im  Deutsch-Französischen Krieg von 1870/1871 trat er als stellvertretender Brigadekommandeur der Kavallerie noch einmal in den aktiven Dienst in der königlich-preußischen Armee. Sein Nachlass wird beim Landesarchiv Nordrhein-Westfalen in der Abteilung Rheinland verwahrt.
Er vermählte sich nach 1841 mit der Albertine Caroline Wilhelmine Marie Agnes von Britzke (* 18. Juni 1809; † 31. März 1890) aus dem Haus Briesen, Witwe des Friedrich Wilhelm von Winterfeldt (1830–1893).

## Publikationen (Auswahl)

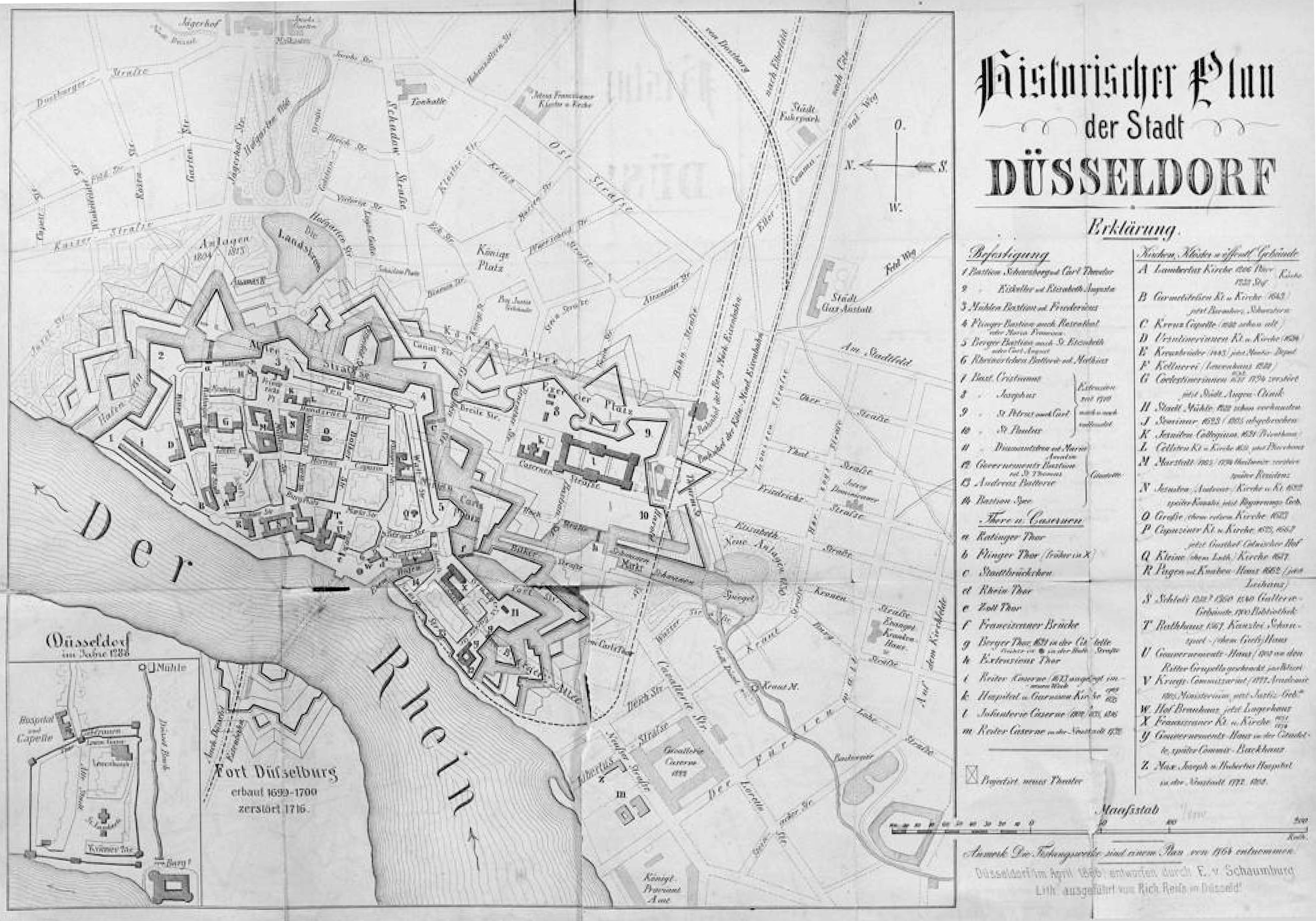
Historischer Plan der Stadt Düsseldorf, Karte von Ernst von Schaumburg, die er 1866 zur Erklärung der Geschichte der Stadtbefestigung Düsseldorfs veröffentlichte

- Fürstbischof Bernhard von Galen und die Stadt Münster, Münster 1853 (Digitalisat).
- Zur Geschichte der Befestigung der Stadt Münster, Münster 1854.
- Die Begründung der Brandenburgisch-Preußischen Herrschaft am Niederrhein oder der Jülich-Clevesche Erbfolgestreit, Wesel 1859 (Digitalisat).
- Historischen Wanderung durch Düsseldorf, Düsseldorf 1866 (Digitalisat).
- Generallieutenant z. D. Wilhelm Freiherr v. d. Horst, Berlin 1875 (Digitalisat).
- Jacobi’s Garten zu Pempelfort [Düsseldorf]. Ein historischer Beitrag zur Feier des 25jährigen Jubiläums des Künstler-Vereins „Malkasten“. (Digitalisat).
- Zur Geschichte des Stifts Gerresheim, 1879 (Digitalisat)